# Oenocarpus simplex
Oenocarpus simplex là loài thực vật có hoa thuộc họ Arecaceae. Loài này được R.Bernal, Galeano & A.J.Hend. mô tả khoa học đầu tiên năm 1991.